# Shetland
Las islas Shetland (también conocidas como Setelanda en español arcaico; en escocés: Shetland; en gaélico escocés: Sealtainn; en nórdico antiguo: Hjaltland) son un grupo de islas del Atlántico Norte situadas entre las islas Feroe, la costa del suroeste de Noruega y la isla de Gran Bretaña. Ligeramente por encima del 60°N de latitud, representan el extremo septentrional del mar del Norte, así como del Reino Unido y Escocia, siendo un concejo de esta última. Las islas totalizan 1469 km², con una población de unos 22 000 habitantes, de los cuales unos 7 000 viven en Lerwick, la capital. Corresponden al punto más septentrional del Reino Unido, y son sus territorios más cercanos a Noruega y a las islas Feroe, pertenecientes a Dinamarca.

## Toponimia

### Etimología
En los años 43 y 77, los autores romanos Pomponio Mela y Plinio el Viejo denominaron siete islas como Haemodae y Acmodae, respectivamente, las cuales se supone que eran las islas Shetland. Otra posible referencia temprana escrita es el informe de Tácito en el año 98, cuando después de describir el descubrimiento y conquista de las islas Orcadas, refirió que la flota romana había visto "Thule, también".
En la literatura irlandesa temprana, Shetland se conoce como Inse Catt ("las islas de los gatos"), que puede haber sido el nombre de los pre-nórdicos habitantes de las islas. La tribu cat también ocupó partes del continente escocés septentrional y su nombre se puede encontrar en Caithness, y en el nombre gaélico para Sutherland (Cataibh, que significa "entre los gatos"). 
La versión más antigua del nombre moderno Shetland es Hetlandensis, la forma adjetival latinizada del nombre en nórdico antiguo registrado en una carta del conde Harald de Shetland en 1190, convirtiéndose en Hetland en 1431 después de varias transformaciones intermedias. Es posible que el sonido picto "gato" contribuyera a este nombre nórdico. Lu 
Como Norn fue reemplazado gradualmente por los escoceses, Hjaltland se convirtió en Ȝetland. La letra inicial es la "yogh", cuya pronunciación es casi idéntica al del sonido norn original (/ hj /). Cuando se suspendió el uso de la letra yogh, a menudo se sustituyó por la letra z de aspecto similar, y de ahí surge Zetland, la forma mal escrita utilizada para describir la Diputación anterior a 1975.
La mayor parte de las islas individuales tienen nombres nórdicos, aunque las derivaciones de algunas son oscuras y pueden representar una denominación pre-nórdica, posiblemente picta o incluso nombres o elementos pre-celtas.

### Gentilicio
El gentilicio de los habitantes del archipiélago de las islas Shetland es setelandés, que procede de la denominación tradicional de estas islas en español. En inglés, a los habitantes de las islas Shetland se los conoce como shetlander.

## Geografía

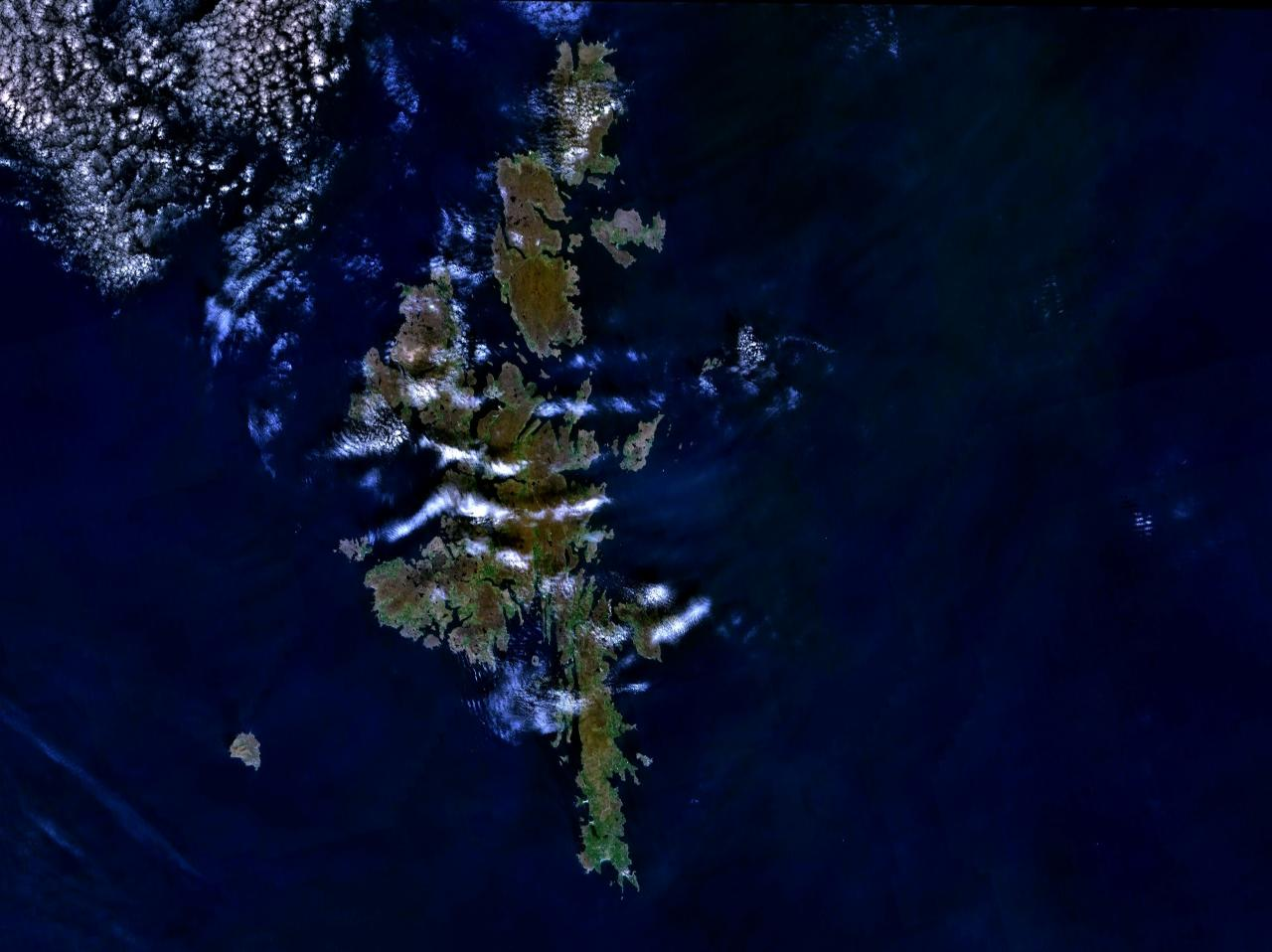
Imagen de satélite de las islas Shetland

De las aproximadamente 100 islas que componen el archipiélago, quince están habitadas. La isla principal del grupo se conoce como Mainland («principal»). Las otras islas habitadas del archipiélago son Bressay, Burra, Fetlar, Foula, Muckle Roe, Papa Stour, Trondra, Vaila, Unst, Whalsay y Yell en el grupo principal de las Shetland; además están, Fair Isle al sur, y Housay y Bruray en las Skerries Exteriores al este.

## Economía
La pesca y la ganadería han visto perder peso ante la explotación del petróleo y gas natural de los yacimientos cercanos.
Hoy en día, los principales productores de ingresos en Shetland son la agricultura, la acuicultura, la pesca, la energía renovable, la industria del petróleo (petróleo crudo y gas natural), las industrias creativas y el turismo.  
A pesar de todo, la pesca sigue siendo fundamental para la economía de las islas hoy en día, con la captura total es 75.767 toneladas (74.570 toneladas largas; 83.519 toneladas cortas) en 2009, por valor de más de £ 73.200.000. La caballa constituye más de la mitad de la captura en las Islas Shetland en peso y valor, y hay descargas importantes de bacalao, arenque, rape y marisco. La agricultura se basa principalmente en la cría de ovejas Shetland, conocidas por su finísima lana. Se cultivan avena y cebada pero el viento frío que azota las islas procura un ambiente hostil para la mayoría de las plantas. El "crofting", cultivo de pequeñas parcelas de tierra en forma de arrendamiento legalmente restringido, se sigue practicando y visto como una tradición clave en las Shetland, así como importante fuente de ingresos. 
El petróleo y gas natural se desembarcaron por primera vez en Sullom Voe en 1978, que posteriormente, se ha convertido en uno de los terminales más grandes de Europa. Los impuestos del petróleo han aumentado el gasto del sector público en materia de bienestar social, arte, deportes, medidas ambientales y desarrollo financiero. Tres cuartas partes de la fuerza laboral de las islas está empleada en el sector de los servicios y sólo el Consejo de las Islas Shetland representó el 27,9% de la producción en 2003. El acceso de las Shetland a la renta petrolera ha financiado el Fondo Caritativo Shetland que a su vez financia una amplia variedad de programas locales. El saldo del fondo en 2011 fue de 217 millones de euros, es decir, cerca de 9.500 libras por cabeza. 
En enero de 2007, el Consejo de las Islas Shetland firmó un acuerdo de colaboración con Scottish and Southern Energy para erigir el parque eólico Viking, con 200 turbinas. Este proyecto de energía renovable podría producir alrededor de 600 megavatios y contribuir con unos 20 millones de libras anuales a la economía de las islas Shetland. El plan se está cumpliendo con una oposición significativa dentro de las islas, principalmente como resultado del impacto visual anticipado del desarrollo. El proyecto PURE en Unst es un centro de investigación que utiliza una combinación de células de energía eólica y de combustible para crear un sistema mixto de hidrógeno y viento. Está dirigido por la Asociación Unst, el fondo de desarrollo de la comunidad local.  
Las prendas de punto son importantes tanto para la economía como para la cultura de las islas Shetland y el diseño Fair Isle es bien conocido. Sin embargo, la industria se enfrenta a desafíos debido al plagio de la denominación "Shetland" por parte de ciertos fabricantes que operan en otras partes, motivo por el cual ha sido registrada una marca de certificación, "The Shetland Lady". Las Shetland cuentan con un periódico local semanal, "The Shetland Times", y la línea Shetland Noticias con servicio de radio que suministra BBC Radio Shetland y la estación de radio comercial SIBC. 
Las islas constituyen un destino popular para cruceros y en 2010 la guía "Lonely Planet" las nombró como la sexta mejor región del mundo para los turistas que buscan destinos vírgenes. Estas islas fueron descritas como "hermosas y gratificantes" y los setelandeses, como "un grupo ferozmente independiente y autosuficiente".  El gasto total de visitantes sumó 16,4 millones de libras en 2006, año en que un poco menos de 26 000 pasajeros de cruceros llegaron a Lerwick Harbour. En 2009, las atracciones turísticas más populares fueron el Museo de Shetland, la reserva RSPB en Sumburgh Head, Bonhoga Gallery en Weisdale Mill y Jarlshof.

## Clima
El clima es húmedo y fresco en verano, y frío y ventoso en invierno, suavizado por la influencia de la corriente del Golfo. Lerwick acumula 1.140 mm en 181 días de precipitación al año. Las temperaturas, muy constantes a lo largo del año (debido a la latitud), son de 7 °C de media, con 12 °C en julio y agosto y 3 °C en enero y febrero. Debido a la latitud de las islas, en noches claras de invierno se pueden ver a veces auroras boreales, también llamadas “luces norteñas”,  en el cielo, mientras que en verano hay luz de día casi perpetua, una situación conocida localmente como el “simmer dim”.
| Parámetros climáticos promedio de Shetland | Parámetros climáticos promedio de Shetland | Parámetros climáticos promedio de Shetland | Parámetros climáticos promedio de Shetland | Parámetros climáticos promedio de Shetland | Parámetros climáticos promedio de Shetland | Parámetros climáticos promedio de Shetland | Parámetros climáticos promedio de Shetland | Parámetros climáticos promedio de Shetland | Parámetros climáticos promedio de Shetland | Parámetros climáticos promedio de Shetland | Parámetros climáticos promedio de Shetland | Parámetros climáticos promedio de Shetland | Parámetros climáticos promedio de Shetland |
| Mes                                        | Ene.                                       | Feb.                                       | Mar.                                       | Abr.                                       | May.                                       | Jun.                                       | Jul.                                       | Ago.                                       | Sep.                                       | Oct.                                       | Nov.                                       | Dic.                                       | Anual                                      |
| ------------------------------------------ | ------------------------------------------ | ------------------------------------------ | ------------------------------------------ | ------------------------------------------ | ------------------------------------------ | ------------------------------------------ | ------------------------------------------ | ------------------------------------------ | ------------------------------------------ | ------------------------------------------ | ------------------------------------------ | ------------------------------------------ | ------------------------------------------ |
| Temp. máx. media (°C)                      | 7.3                                        | 8.5                                        | 9.2                                        | 10.4                                       | 13.5                                       | 15.6                                       | 16.3                                       | 18.7                                       | 14.4                                       | 11.2                                       | 8.6                                        | 7.9                                        | 11.8                                       |
| Temp. mín. media (°C)                      | 0.6                                        | 1.4                                        | 2.0                                        | 4.4                                        | 5.7                                        | 8.4                                        | 11.6                                       | 10.3                                       | 8.8                                        | 5.3                                        | 2.2                                        | 1.7                                        | 5.2                                        |
| Precipitación total (mm)                   | 109                                        | 87                                         | 69                                         | 68                                         | 52                                         | 55                                         | 72                                         | 71                                         | 87                                         | 104                                        | 111                                        | 118                                        | 1003                                       |
| Días de precipitaciones (≥ 1 mm)           | 25                                         | 22                                         | 20                                         | 21                                         | 15                                         | 15                                         | 17                                         | 17                                         | 19                                         | 23                                         | 24                                         | 25                                         | 243                                        |
| Horas de sol                               | 24.8                                       | 50.4                                       | 89.9                                       | 136                                        | 164                                        | 159                                        | 124                                        | 117.8                                      | 108.5                                      | 68.2                                       | 33                                         | 15                                         | 1090.6                                     |
| Fuente:                                    |                                            |                                            |                                            |                                            |                                            |                                            |                                            |                                            |                                            |                                            |                                            |                                            |                                            |

## Transporte

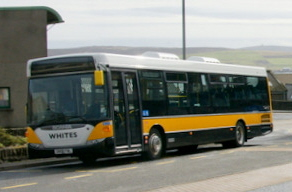
Autobús Whites Coaches en la estación de autobuses de Lerwick, Shetland.

Debido a la gran distancia que separa al archipiélago del resto del continente, las comunicaciones han sido básicamente aéreas.  
El transporte entre islas es principalmente en ferry, y el Consejo de las Islas Shetland opera diversos servicios interinsulares. Las Shetland también están comunicadas por un servicio de Lerwick a Aberdeen en Escocia continental. Dicho servicio, que dura alrededor de 12 horas, es operado por NorthLink Ferries. Algunos servicios también hacen escala en Kirkwall, Orkney, lo que aumenta el tiempo de viaje entre Aberdeen y Lerwick en 2 horas. 
Los Aviones Loganair en Fair Isle, a medio camino entre las islas Orkney y el 
Aeropuerto Sumburgh, el principal aeropuerto de las islas Shetland, se encuentran cerca de Sumburgh Head, a 40 km (25 millas) al sur de Lerwick. Loganair opera vuelos de Flybe a otras partes de Escocia hasta diez veces al día, los destinos son Kirkwall, Aberdeen, Inverness, Glasgow y Edimburgo. Lerwick / Tingwall Airport está situado a 11 km (6,8 millas) al oeste de Lerwick. Operado por Directflight Ltd. en asociación con el Consejo de las Islas Shetland, que se dedica a vuelos interinsulares de Shetland Mainland a la mayoría de las islas habitadas . 
El aeropuerto de Scatsta, situado cerca de Sullom Voe permite vuelos chárter frecuentes desde Aberdeen para el transporte de los trabajadores petroleros. Esta pequeña terminal tiene el quinto mayor número de pasajeros internacionales en Escocia.  
Servicios de autobús público operan en Mainland, Whalsay, Burra, Unst y Yell. 
El archipiélago está expuesto a los vientos y mareas, y hay numerosos lugares con barcos naufragados. Hay faros que están situados como una ayuda a la navegación en varios lugares.

## Idiomas
- Idioma inglés: idioma oficial, hablado en la vida cotidiana, a menudo en forma del dialecto de Shetland, una forma de inglés escocés.
- Gaélico escocés: idioma oficial en toda Escocia, aunque esto carece de significado en las Shetland, ya que nunca se habló en ellas en el período histórico.
- Idioma norn moderno que en un 99 % es igual al idioma feroés.
  - Idioma nórnico: idioma germánico del norte, antiguamente hablado en Shetland, aunque se extinguió a mediados del siglo XIX.